# Cèlia Suñol i Pla

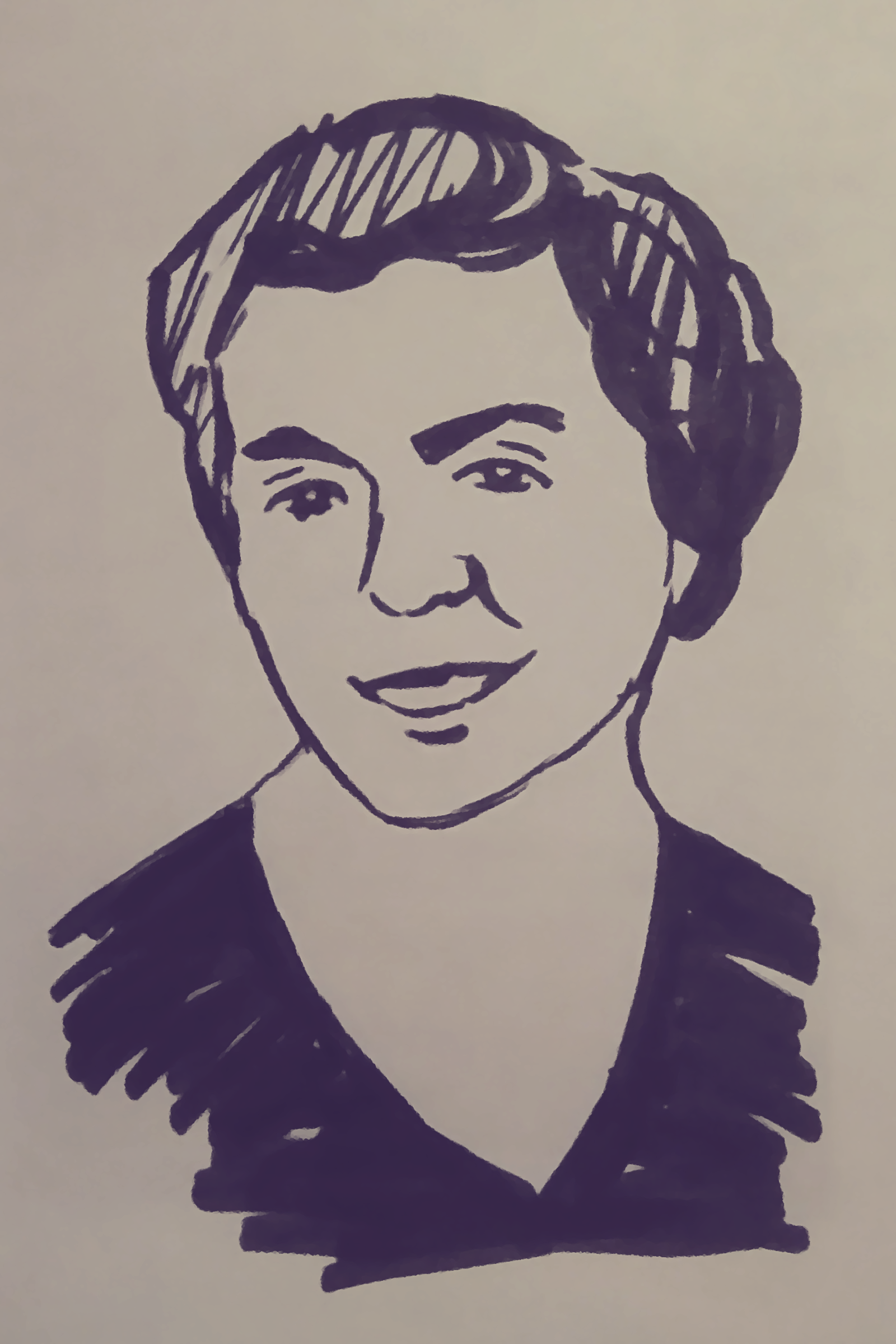
Cèlia Suñol i Pla

Cèlia Suñol i Pla (* 5. Mai 1899 in Barcelona; † 8. Juni 1986 in Barcelona) war eine katalanische Schriftstellerin.

## Leben
Cèlia Suñol war eine Tochter des Politikers Antoni Suñol i Pla und seiner Ehefrau  Antònia Pla i Manent. Während ihre Kindheit und Jugend ruhig und stabil waren, wurde der Tod ihrer Eltern für sie zum Wendepunkt ihres Lebens. 1921 erkrankte sie an Tuberkulose und ging in die Schweiz zur Kur. Dort lernte sie Kaj Hansen kennen, den sie  1922 in Dänemark heiratete. Ein Jahr später zogen sie nach Katalonien zurück, wo ihr Kind Antoni geboren wurde. 1929 starb Hansen. Suñol heiratete später Joaquim Figuerola, mit dem sie ihre Tochter Rosa (* 1931) hatte. Ab 1932 arbeitete Suñol als Sekretärin im  Departament de Cultura der Generalitat de Catalunya. 1945 starb Joaquim Figuerola. Zwei Jahre später errang  Cèlia Suñol mit dem Roman Primera part den Literaturpreis Premi Joanot Martorell (heute Premi Sant Jordi). Im 1950 brachte sie L’home de les fires i altres contes heraus. Mit 65 Jahren erblindete sie. 1986 starb sie im Alter von 87 Jahren.

## Werke
- 1947 – Primera part, Barcelona, Aymà. Neu aufgelegt von Adesiara im 2014 mit den von dem Franquismus zensierten Fragmenten.[3]
- 1950 – L’home de les fires i altres contes, Barcelona, Selecta.

## Auszeichnungen
- Premi Joanot Martorell de novel·la 1947 für Primera part.